# Jaime Arenas Reye
Jaime Arenas Reyes, né le 1er avril 1940  à Bucaramanga et mort le 28 mars 1971  à Bogota, est un leader étudiant, journaliste et guérillero colombien. Accusé de trahison par l'ELN pour avoir eu l'audace de dénoncer dans un livre les échecs et les erreurs de la guérilla qu'il a contribué à structurer, il est assassiné dans le centre de Bogota par l'ELN, alors qu'il se promenait en compagnie de ses deux frères et de sa compagne, l'actrice de théâtre Sadith Restrepo. Cet assassinat avait pour nom de code « Opération Aguilucho »(Opération aiglon).

## Biographie
Jaime Arenas Reyes étudie à l'école Santander de Bucaramanga et  obtient son baccalauréat en 1958.
Il travaille comme journaliste en dirigeant la page étudiante du journal El Frente, collabore au journal Horizontes et est dirigeant du comité étudia  de Santanderino. En 1959, il entre à la Faculté de Génie Industriel à l'Université industrielle de Santander et est élu membre de l'Assemblée des Étudiants en tant que représentant de sa formation et délégué au Congrès de l'Unité Étudiante à Bogotá.
Il participe au VIe Congrès de l' Union internationale des étudiants à Leningrad (Union soviétique) en 1962, puis visite la Tchécoslovaquie, la Roumanie, l'Espagne, la France et Cuba. 
En 1963, il préside le Congrès constitutif de la Fédération nationale universitaire. 
En 1964, il dirige la grève des étudiants universitaire en Colombie. 
En 1964, il préside la délégation colombienne au VIIe Congrès mondial de l' Union internationale des étudiants à Sofia (Bulgarie), où il est élu membre du Secrétariat permanent de cette organisation à Prague, poste qu'il n'a jamais occupé. 
Il s'est de nouveau rendu à Cuba, en Tchécoslovaquie et en Hollande. 
Il participe au Front populaire uni dirigé par Camilo Torres Restrepo. 
En 1960, il épouse Elsa Gilma Reyes, étudiante en secrétariat d'entreprise,.

### Engagement politique
En 9 novembre 1965, il est capturé par des membres du Département administratif de sécurité (DAS) qui appartient au Conseil de guerre verbale tenu dans la ville de Pamplona (Norte de Santander) dont il est acquitté après neuf mois de détention.
En octobre 1967, Jaime s'engage dans la lutte armée, époque à laquelle des tensions internes couvent entre deux leaders Víctor Medina Morón  et  Fabio Vásquez Castaño  pour des  raisons de caractères rivaux et politique antagoniste. Après trois mois de vie combattante, Jaime est présent au procès révolutionnaire contre trois compagnons Víctor Medina Morón, Heliodoro Ochoa et Julio César Cortés. En juin 1969, les actions militaires et politiques de l'ELN servent de prétexte à Jaime Arenas Reyes, pour abandonner la guérilla, avec trois compagnons Salvador Afanador, Samuel Martínez et Pedro Vargas. Ces départs sont considérés comme désertion et trahison en raison des responsabilités internes de ces guérilleros.

### Post Mortem
- Avant sa mort, il fut invité à Paris par un bureau de l'UNESCO à participer à un séminaire sur les affaires universitaires.
- En 1975, la cinquième édition a été publiée par la même maison d'édition.
- En 1980, le journaliste Germán Castro Caycedo publie une interview qu'il avait réalisé avec lui en 1969 dans le livre : De l'ELN au M-19 : Onze ans de guérilla , dans lequel il incluait également une interview de Jaime Bateman Cayón. Avant sa mort, il collabore occasionnellement avec le journal El Tiempo.
- En 2009, Icono a publié une version prologue d'Enrique Santos Calderón.